# HD 20868
HD 20868 (HIP 15578 / CD-34 1218) es una estrella situada en la constelación de Fornax, el horno. Tiene magnitud aparente +9,92, por lo que no es observable a simple vista. En 2008 se anunció el descubrimiento de un planeta extrasolar orbitando alrededor de esta estrella.
Situada a 159 años luz del sistema solar, HD 20868 es una subgigante naranja ligeramente evolucionada de tipo espectral K3/4 IV. Más fría que el Sol, tiene una temperatura efectiva de 4795 K. Su radio es el 79% del que tiene el Sol y brilla con una luminosidad equivalente al 30% de la luminosidad solar.
La metalicidad de HD 20868, dato estrechamente relacionado con la presencia de sistemas planetarios, es comparable a la solar ([Fe/H] = +0,04). Gira sobre sí misma más lentamente que el Sol, con una velocidad de rotación estimada de 1,1 km/s, a la que corresponde un período de rotación de 51 días. Tiene una masa de 0,78 masas solares y su edad no se conoce con certeza, cifrándose en 4500 ± 4000 millones de años.

## Sistema planetario
En 2008 fue descubierto un planeta extrasolar en torno a HD 20868 utilizando el espectrógrafo HARPS instalado en el Observatorio de La Silla (Chile). Denominado HD 20868 b, tiene una masa mínima el doble de la de Júpiter. Se mueve a una distancia media de 0,95 UA respecto a la estrella. Su órbita, una de las más excéntricas entre los planetas extrasolares conocidos (ε = 0,75), le lleva desde una separación de 0,237 UA respecto a HD 20868 en el periastro a 1,66 UA en el apoastro. Completa una órbita cada 380,85 días.
| Acompañante (En orden desde la estrella) | Masa (MJ)     | Período orbital (días) | Semieje mayor (UA) | Excentricidad |
| ---------------------------------------- | ------------- | ---------------------- | ------------------ | ------------- |
| HD 20868 b                               | > 1,99 ± 0,05 | 380,85 ± 0,09          | 0,947 ± 0,012      | 0,75 ± 0,002  |